# Limnocythere friabilis
Limnocythere friabilis är en kräftdjursart som beskrevs av Benson och MacDonald 1963. Limnocythere friabilis ingår i släktet Limnocythere och familjen Limnocytheridae. Inga underarter finns listade i Catalogue of Life.